# Тригонометрический ряд Фурье
Тригонометрический ряд Фурье — представление произвольной функции {\displaystyle f} с периодом {\displaystyle 2\pi } в виде ряда
| {\displaystyle f(x)={\frac {a_{0}}{2}}+\sum _{n=1}^{\infty }(a_{n}\cos nx+b_{n}\sin nx)} | (1) |

 или с использованием комплексной записи, в виде ряда:
{\displaystyle f(x)=\sum \limits _{k=-\infty }^{+\infty }{\hat {f}}_{k}e^{ikx}}.

## Скалярное произведение и ортогональность
Пусть {\displaystyle \phi _{n}}, {\displaystyle \phi _{m}} — две функции пространства {\displaystyle L^{2}\left[-{\frac {\tau }{2}},{\frac {\tau }{2}}\right]}. Определим их скалярное произведение
{\displaystyle \langle \phi _{m}(x),\phi _{n}(x)\rangle :=\int \limits _{-{\frac {\tau }{2}}}^{\frac {\tau }{2}}\phi _{m}(x)\phi _{n}(x)dx}
Условие ортогональности
{\displaystyle \int \limits _{-{\frac {\tau }{2}}}^{\frac {\tau }{2}}\phi _{m}(x)\phi _{n}(x)dx=\|\phi _{m}(x)\|^{2}\delta _{nm}}
где {\displaystyle \delta _{nm}} — символ Кронекера. Таким образом, скалярное произведение ортогональных функций равно квадрату нормы функции при {\displaystyle n=m} или нулю в противном случае.
Следующее наблюдение является ключевым в теории рядов Фурье: функции вида {\displaystyle \sin(kx)}, {\displaystyle \cos(kx)} попарно ортогональны относительно этого скалярного произведения, то есть при всех целых неотрицательных {\displaystyle k\neq l}:
{\displaystyle \int \limits _{-\pi }^{\pi }\sin(kx)\sin(lx)dx=\int \limits _{-\pi }^{\pi }\cos(kx)\cos(lx)dx=0}
и при всех целых неотрицательных {\displaystyle k}, {\displaystyle l}
{\displaystyle \int \limits _{-\pi }^{\pi }\cos(kx)\sin(lx)dx=0}.
Ещё одно важное свойство состоит в том, что тригонометрическая система функций является базисом в пространстве {\displaystyle L^{2}[0,2\pi ]}. Иными словами, если некоторая функция из этого пространства ортогональна всем функциям вида {\displaystyle \cos(kx),\sin(kx),k\in \mathbb {Z} }, то она тождественно равна нулю (если точнее, то равна нулю почти всюду).

## Классическое определение
Тригонометрическим рядом Фурье функции {\displaystyle f\in L_{2}([-\pi ,\pi ])} называют функциональный ряд вида
| {\displaystyle f(x)={\frac {a_{0}}{2}}+\sum _{n=1}^{\infty }(a_{n}\cos nx+b_{n}\sin nx)} | (1) |

где
{\displaystyle a_{0}={\frac {1}{\pi }}\int \limits _{-\pi }^{\pi }f(x)dx,}
{\displaystyle a_{n}={\frac {1}{\pi }}\int \limits _{-\pi }^{\pi }f(x)\cos(nx)dx,}
{\displaystyle b_{n}={\frac {1}{\pi }}\int \limits _{-\pi }^{\pi }f(x)\sin(nx)dx.}
Числа {\displaystyle a_{0}}, {\displaystyle a_{n}} и {\displaystyle b_{n}} ({\displaystyle n=1,2,\ldots }) называются коэффициентами Фурье функции {\displaystyle f}. Формулы для них можно объяснить следующим образом. Предположим, мы хотим представить функцию {\displaystyle f\in L_{2}([-\pi ,\pi ])} в виде ряда (1), и нам надо определить неизвестные коэффициенты {\displaystyle a_{0}}, {\displaystyle a_{n}} и {\displaystyle b_{n}}. Если умножить правую часть (1) на {\displaystyle \cos(kx)} и проинтегрировать по промежутку {\displaystyle [-\pi ,\pi ]}, благодаря ортогональности в правой части все слагаемые обратятся в нуль, кроме одного. Из полученного равенства легко выражается коэффициент {\displaystyle a_{k}}. Аналогично для {\displaystyle b_{k}}
Ряд (1) сходится к функции {\displaystyle f} в пространстве {\displaystyle L_{2}([-\pi ,\pi ])}. Иными словами, если обозначить через {\displaystyle S_{k}(x)} частичные суммы ряда (1):
{\displaystyle S_{k}(x)={\frac {a_{0}}{2}}+\sum _{n=1}^{k}(a_{n}\cos nx+b_{n}\sin nx)},
то их среднеквадратичное отклонение от функции {\displaystyle f} будет стремиться к нулю:
{\displaystyle \lim \limits _{k\rightarrow \infty }\int \limits _{-\pi }^{\pi }(f(x)-S_{k}(x))^{2}dx=0}.
Несмотря на среднеквадратичную сходимость, ряд Фурье функции, вообще говоря, не обязан сходиться к ней поточечно(см.ниже).

## Комплексная запись
Часто при работе с рядами Фурье бывает удобнее в качестве базиса использовать вместо синусов и косинусов экспоненты мнимого аргумента. Мы рассматриваем пространство {\displaystyle L^{2}([-\pi ,\pi ],\mathbb {C} )} комплекснозначных функций со скалярным произведением
{\displaystyle \langle f,g\rangle :=\int \limits _{-\pi }^{\pi }f(x){\overline {g(x)}}dx}.
Мы также рассматриваем систему функций
{\displaystyle \varphi _{k}(x)=e^{ikx}=\cos(kx)+i\sin(kx),k\in \mathbb {Z} }.
Как и прежде, эти функции являются попарно ортогональными и образуют полную систему, и, таким образом, любая функция {\displaystyle f\in L^{2}([-\pi ,\pi ],\mathbb {C} )} может быть разложена по ним в ряд Фурье:
{\displaystyle f(x)=\sum \limits _{k=-\infty }^{+\infty }{\hat {f}}_{k}e^{ikx}},
где ряд в правой части сходится к {\displaystyle f} по норме в {\displaystyle f\in L^{2}([-\pi ,\pi ],\mathbb {C} )}. Здесь
{\displaystyle {\hat {f}}_{k}={\frac {1}{2\pi }}\int \limits _{-\pi }^{\pi }f(x)e^{-ikx}dx}.
Коэффициенты : {\displaystyle {\hat {f}}_{k}} связаны с классическими коэффициентами Фурье по следующим формулам:
{\displaystyle {\hat {f}}_{k}=(a_{k}-ib_{k})/2,k>0;}
{\displaystyle {\hat {f}}_{0}=a_{0}/2;}
{\displaystyle {\hat {f}}_{k}=(a_{|k|}+ib_{|k|})/2,k<0;}
{\displaystyle a_{k}={\hat {f}}_{k}+{\hat {f}}_{-k},k>0;}
{\displaystyle b_{k}=i({\hat {f}}_{k}-{\hat {f}}_{-k}),k>0.}
- Комплексная функция вещественной переменной раскладывается в такой же ряд Фурье по мнимым экспонентам, как и вещественная, но, в отличие от последней, для её разложения {\displaystyle {\hat {f}}_{k}} и {\displaystyle {\hat {f}}_{-k}} не будут, вообще говоря, комплексно сопряженными.

## Свойства тригонометрического ряда Фурье
Все утверждения этого параграфа верны в предположении, что участвующие в них функции (и результаты операций с ними) лежат в пространстве {\displaystyle L^{2}([-\pi ,\pi ],\mathbb {C} )}.
- Вычисление коэффициентов Фурье является линейной операцией:

{\displaystyle {\widehat {(\alpha f+\beta g)}}_{k}=\alpha {\hat {f}}_{k}+\beta {\hat {g}}_{k}}
- Справедливо равенство Парсеваля:

{\displaystyle 2\pi \sum _{k=1}^{\infty }{\hat {|f|}}_{k}^{2}=\|f\|^{2}}.
- Коэффициенты Фурье производной легко выражаются через коэффициенты Фурье самой функции:

{\displaystyle {\widehat {(f')}}_{k}=ik{\hat {f}}_{k}}
- коэффициенты Фурье произведения двух функций выражаются свёрткой коэффициентов Фурье сомножителей:

{\displaystyle {\widehat {(fg)}}_{k}=\sum \limits _{j=-\infty }^{\infty }{\hat {f}}_{j}{\hat {g}}_{k-j}}
- рассмотрим операцию свертки функций:

{\displaystyle (f\ast g)(t):=\int \limits _{-\pi }^{\pi }f(t-x)g(x)dx,}
где функции предполагаются периодически продолженными с промежутка {\displaystyle [-\pi ,\pi ]} на всю прямую. Тогда
{\displaystyle {\widehat {(f\ast g)}}_{k}=2\pi {\hat {f}}_{k}{\hat {g}}_{k}}

## Разложения некоторых функций в ряд Фурье
| Функция | Ряд Фурье |
| ------- | --- |
|         | {\displaystyle {\frac {4a}{\pi }}\left({\frac {\sin t}{1}}+{\frac {\sin 3t}{3}}+{\frac {\sin 5t}{5}}+\dots \right)} |
|         | {\displaystyle {\frac {4a}{\pi }}\sum _{n=1}^{\infty }{\frac {1}{2n-1}}\sin {\frac {2\pi (2n-1)t}{T}}}              |